# Tom Flores
Thomas Raymond „Tom“ Flores (* 21. März 1937 in Sanger, Kalifornien) ist ein ehemaliger US-amerikanischer American-Football-Spieler, -Trainer und -Funktionär. Er war in der National Football League (NFL) tätig und gewann als einziger Mensch neben Mike Ditka sowohl als Spieler, Assistenztrainer und Head Coach den Super Bowl.

## Spielerlaufbahn
Tom Flores Spielerlaufbahn als Quarterback begann sehr zögerlich. Nachdem er nicht in den NFL Draft entsandt worden war, versuchte er sich 1958 in der Canadian Football League (CFL) bei den Calgary Stampeders und 1959 in der NFL bei den Washington Redskins. Bei beiden Mannschaften wurde er vor der Saison entlassen. 1960 fand er Aufnahme bei den Oakland Raiders, die in der neugegründeten American Football League (AFL) angesiedelt waren. Bei den Raiders wurde er bereits in seinem ersten Spieljahr als Starter eingesetzt. 1967 wechselte zu den Buffalo Bills und 1969 im Laufe der Saison zu den von Hank Stram trainierten Kansas City Chiefs. Flores wurde Ersatzspieler hinter dem Stammquarterback der Chiefs Len Dawson. Mit den Chiefs gewann Flores den Super Bowl IV gegen die Minnesota Vikings mit 23:7. Unmittelbar nach dem Spiel beendete er seine Spielerlaufbahn.

## Trainerlaufbahn
Direkt nach seiner Spielerlaufbahn wurde Flores Assistenztrainer bei den Buffalo Bills und kurze Zeit danach Assistent von John Madden bei den Raiders. 1976 zogen die Raiders in den Super Bowl XI ein, wo die Vikings mit 32:14 besiegt wurden. 1979 übernahm Flores das Amt des Head Coaches bei der Mannschaft aus Oakland und behielt dieses Amt bis 1987.
1980 konnte er den ersten von zwei Super Bowls als Head Coach gewinnen. Die Philadelphia Eagles verloren im Super Bowl XV gegen die von Jim Plunkett als Quarterback angeführten Raiders mit 10:27, nachdem man zuvor in der Regular Season elf von 16 Spielen gewonnen hatte. Drei Jahre später konnte sich das mittlerweile nach Los Angeles umgezogene Team von Flores im Super Bowl XVIII gegen die Washington Redskins mit 38:9 durchsetzen.

## Footballfunktionär
Nach der Saison 1987 wechselte Flores in die Geschäftsleitung der Raiders. Von 1989 bis 1994 leitete er als General Manager die Geschicke der Seattle Seahawks.

## Ehrungen
Flores spielte einmal im Pro Bowl, dem Saisonabschlussspiel der besten Spieler einer Saison. Er ist neben Mike Ditka der einzige Mensch, der als Spieler, Assistenztrainer und Head Coach den Super Bowl gewonnen hat. Die Sanger High School benannte ihr Stadion nach ihm. Im Jahr 2007 wurde er in die California Sports Hall of Fame aufgenommen. Am 6. Februar 2021 wurde bekanntgegeben, dass Flores der Pro Football Hall of Fame-Class von 2021 angehören wird.

## Abseits des Spielfelds
Flores ist noch heute an den Rundfunkübertragungen der Spiele der Raiders eines lokalen Radiosenders als Co-Moderator beteiligt.

## Quelle
- Jens Plassmann: NFL – American Football. Das Spiel, die Stars, die Stories (= Rororo 9445 rororo Sport). Rowohlt, Reinbek bei Hamburg 1995, ISBN 3-499-19445-7.